# 466
| [ Edytuj tabelę ]          |                                       |
| Cesarz Bizancjum           | - 457 Leon I 474                      |
| Król Franków               | - 457 Childeryk I 481                 |
| Chan Hunów                 | - 454 Dengizek 469 - 458 Ernak 469    |
| Król Kentu                 | - 455 Hengest 488                     |
| Patriarcha Konstantynopola | - 458 Gennadiusz I 471                |
| Władca Korei               | - 413 Changsu 491                     |
| Król Munsteru              | - 453 Óengus 489                      |
| Papież                     | - 461 Hilary I 468                    |
| Król Persji                | - 459 Peroz I 484                     |
| Król Wandalów              | - 428 Genzeryk 477                    |
| Król Wizygotów             | - 453 Teodoryk II 466 - 466 Euryk 484 |

Rok 466 / CDLXVI
stulecia: IV wiek ~
V wiek ~
VI wiek

lata: 456 «
461 «
462 «
463 «
464 «
465 «
466
» 467
» 468
» 469
» 470
» 471
» 476

## Urodzili się
- Chlodwig I, król Franków (data sporna lub przybliżona)